# Mazola
Marcelino Junior Lopes Arruda, dit Mazola, est un footballeur brésilien né le 8 mai 1989. Il est attaquant.